# علم الوراثة المحافظة
علم الوراثة المحافظة (بالإنجليزية: Conservation genetics)‏ هو العلم الذي يهدف إلى حفظ التنوع البولوجيي الذي يعني فهم تركيب الجينات في الكائنات الحية لتجنب انقراضها في المستقبل حيث يتم تطبيق طرق وراثية للحفاظ على الكائنات الحية عن طريق زيادة عدد الكائنات الحية المهددة الانقراض والحفاظ على التنوع البولوجيي.

## أهمية التنوع البيولوجي
يلعب التنوع البيولوجي دور أساسياً للحياة الأرض يركز أهتمامة على الكائنات الحية موجودة على كوكب الأرض التي تشمل جميع التراكيب الجينية للنباتات والحيوانات يمكن تعريف التنوع البيولوجي انه: التفاعل الناشئ بين جيمع الكائنات الحية في الطبيعة الذي يبدأ من الكائنات الدقيقة ينتهي عند الكائنات المستهلكة في جمع أنوعها ويبرز أهمية هذا التنوع البوليوجي حيث تلعب الكائنات الحية بفضل تنوعها دور هام في الطبيعة وأيضا يعتمد الانسان عليها في مختلف نشاطاته، وذلك دعت الحاجة إلى الحفاظ على سلالات الكائنات الحية من الانقراض عن طريق دراسة الكائنات الحية وانماط معيشتهم والبيئة والمؤثرة:
- تنوع الوراثي من حيث: يشمل جميع ما يتعلق بمواد الوراثية خاصه بل الكائنات الحية
- تنوع الأنواع من حيث: يمثل بضم كافة أنواع منطقة ما
- تنوع الأنظمة البيئية

تعد المناطق الاستوائية أكثر منطقة تنوع بل بيولوجيا.

## سياسة الإنسان مع الطبيعة
يعمل الإنسان على حفاظ على الكائنات من الانقراض نتيجة العوامل البشرية والطبيعية مثل الجفاف وكوارث الطبيعية، وأيضا حفاظ على الإنسان من الزوال عن طريق حفاظ على الكائنات الحية التي يستهلكها الإنسان وكائنات التي تسهم في حفاظ على توازن الطبيعة والآن يقوم الإنسان عبر هندسة الوراثة وعلم الجينات بتطوير تراكيب الحيوانات والنباتات حتى يحصل على جنس نقي خالي من العيوب من اجل زيادة معدل الانجاب لدى الحيوانات ونجح الإنسان بإنتاج سلالات جديدة من الحيوانات واستطاع المحافظة على نقاوتها عن طريق منعها من التزاوج بانواع أخرى غير نقية عن طريق عدم استعمال الحيوانات التي لا تحمل صفات السلالة الأصلية لغرض التناسل والتكاثر من اجل انجاب جيل نقي خالي من العيوب وذو انتاجية عالية.
اما النباتات يتم ذلك عن طريق تهجين أنواع جديدة من البذور لتسطيع العيش مع الطبيعة الباردة في شمال الكرة الأرضية أو البيئات الجافة ويهدف إلى زيادة أنتاج المحاصيل عن طريق التهجين وأيضا تطوير بعض محاصيل الزراعية على مقاومة جفاف، وتحسين جذور حتى يصعب لريح أقتلعها ومياة جرفها وزيادة أنتاج النباتات من المحاصل، من ضروري زيادة الأنتاج حتى يواكب الزيادة السكانية وحفاظ على جنس البشري من الانقراض وتطوير النباتات أثر كبير حيث يعتبر من أهم مجالات علم الحفظ الوراثي

## الحفظ كائنات الحية

### الحيوان
نتيجة التغيرت المناخية والصيد أصبحت هناك بعض الحيوانات منقرضة الذي لفت انتباه الإنسان على أهمية الحفاظ على باقي الأجناس من زوال نتيجة العوامل البشرية والطبيعية، وبحث عن حلول مثل أنشاء المحميات الطبيعية للحيوانات البرية، وغير البرية، ونتيجة زيادة حجم طلب على مشتقات الحوم حيث أصبحت الحيوانات المزارع مهددة بزوال نتيجة الطلب المتزايد، ولذلك سبب تم تطوير المادة الوراثية عبر علوم الوراثة وعلوم الجينات حتى تصبح أكثر كفائة وأنتاج عبر زيادة معدل الولادة الحيوانات وزيادة إنتاج الحليب أو الصوف، خلال تلك العملية يتم الحفاظ على أجناس نقية لغرض التناسل حتى تكون خالية من الأمراض وعيوب الخلقية حتى تكون ذات انتاجية أكثر فاعلية، حتى تواكب زيادة الطلب وأيضا مع بعض نواع الطيور مثل الدجاج.

#### النباتات
اثرت التغيرات المناخية عن طريق تغير كميات الأمطار وتدهور التربة سلبًا على الأنتاج الزراعي، وذلك توجب على علوم الوراثية إيجاد الحلول عبر تغير التركيبة النباتات حيث تصبح أكثر تكيف حتى تواجة التغيرات عن طريق عملية التهجين، ونتجت عنها نوع جديد من البذور التي تسطيع العيش في مناخ البارد وتطوير جذورها حتى تقاوم لرياح وزيادة أنتجاها حتى تواكب زيادة السكانية في عالم، اما في المناطق الجافة يتم تهجينها حتى تسطيع تحمل قلة الرطوبة، وتستخدم تلك العملية مع الأشجار عن طريق تحفيز الأشجار على نمو بشكل أسرع.الإنسان